# نماد (نشانه‌گذاری)

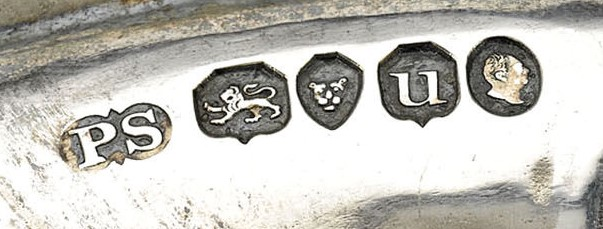
چندین نشانه روی نقره، از چپ به راست: نشانه سازنده (پل استور)، شیر پاسانت (نشان سنجش نقره استرلینگ)، علامت شهر لندن، تاریخ نامه (۱۸۳۵)، علامت وظیفه (ویلیام چهارم)

نماد یا نشان (به انگلیسی: Mark) یک نماد نوشته‌شده یا حک شده است که برای نشان دادن برخی از ویژگی‌های یک کالا، به عنوان مثال، مالکیت یا سازنده آن استفاده می‌شود. نشان معمولاً از حروف، اعداد، کلمات و نقاشی‌ها تشکیل شده است.  درج نشان روی کالاهای ساخته‌شده احتمالاً پیشروی نوشتن ارتباطی بوده است. 
از نظر تاریخی، نشان برای اهداف کمی استفاده می‌شود: 
- نماد مالکیت (یک نشان مالکیت، به عنوان مثال، برند دام [۵]).
- شناسایی تولیدکننده و محل خاستگاه (نشان تولیدکننده، نشان سازنده، بعداً نماد کارخانه)؛
- تمایز به منظور تمایز بین موارد مشابه (به عنوان مثال، نشان تاریخ). این نشان معمولاً برای توزیع‌کنندگان مفید است. [۶]
- گواهی کیفیت محصول (نماد گواهی، به عنوان مثال، نشان ارزیابی).

در سدهٔ هفدهم در تجارت پارچه انگلیسی دسته جدیدی از نشان ایجاد شد که امروزه نماد بازرگانی نامیده می‌شود: پارچه باید دارای علامت سازنده (حرف اول سازنده) و نشان لباس‌ساز باشد که نشان‌دهنده سرمایه‌گذار است که آن سرمایه را برای تولید ارائه کرده است. 
در قانون بازرگانی ایالات متحده، «نماد» به معنای نماد بازرگانی، علامت خدمات، علامت جمعی یا نشان گواهی است. کد مالکیت معنوی فرانسه نشان را به عنوان «علامتی که احتمالاً نمایش گرافیکی» سازنده است تعریف می‌کند. 